# Kazalište u 1936.
◄◄ | ◄ | 1933. | 1934. | 1935. | 1936.  | 1937. | 1938. | 1939. | ► | ►►
Arhitektura • Astronomija • Biologija • Film • Fotografija • Glazba • Kazalište • Kemija • Kiparstvo • Knjige • Književnost • Kršćanstvo • Meteorologija • Medicina • Planinarstvo • Politika • Pravo • Promet • Slikarstvo • Strip • Šport • Televizija • Znanost • Zrakoplovstvo • Željeznički promet
Kazalište u 1936.

## Hrvatska i u Hrvata

### Rođenja
- 27. listopada – Zdenka Anušić, hrvatska kazališna, televizijska i filmska glumica († 2012.)

## Vanjske poveznice
|  | Zajednički poslužitelj ima još gradiva o temi Kazalište u 1936. |